# Lexové z Aehrenthalu
Lexové z Aehrenthalu jsou původem český rod, který z prostých poměrů během krátké doby dosáhl vysokého postavení, šlechtického titulu a značného majetku, v roce 1909 byli povýšeni do stavu hrabat, v Čechách vlastnili rozsáhlé statky v oblasti Českého ráje (Hrubá Skála) a dolního Poohří (Doksany). Nejvýznamnější osobností rodu byl hrabě Alois Leopold Lexa z Aehrenthalu (1854–1912), který byl v letech 1906–1912 rakousko-uherským ministrem zahraničí.

## Dějiny rodu Lexů z Aehrenthalu

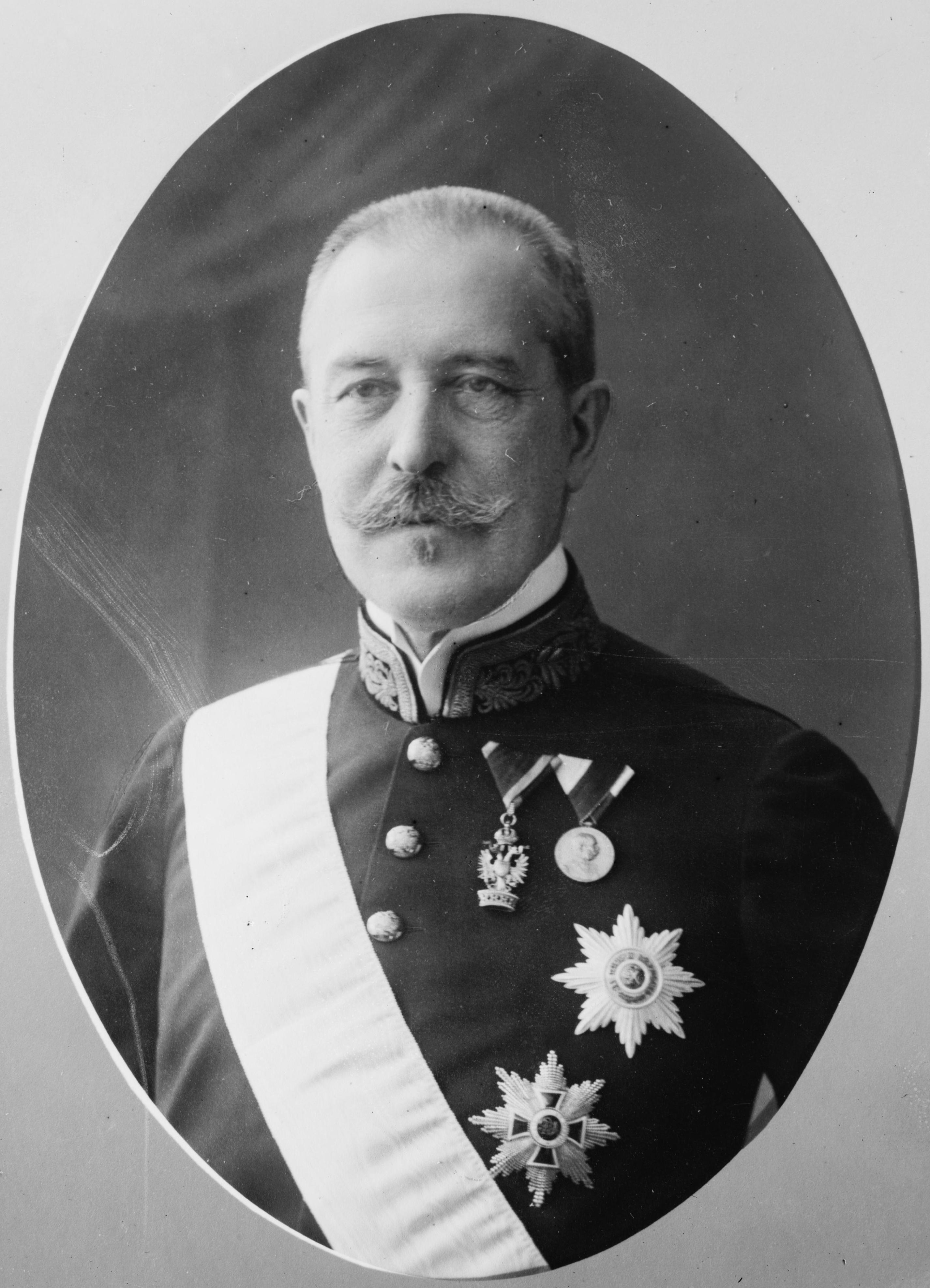
Nejvýznamnější člen rodu Lexů z Aehrenthalu, Alois Leopold, ministr zahraničí Rakouska-Uherska v letech 1906–1912

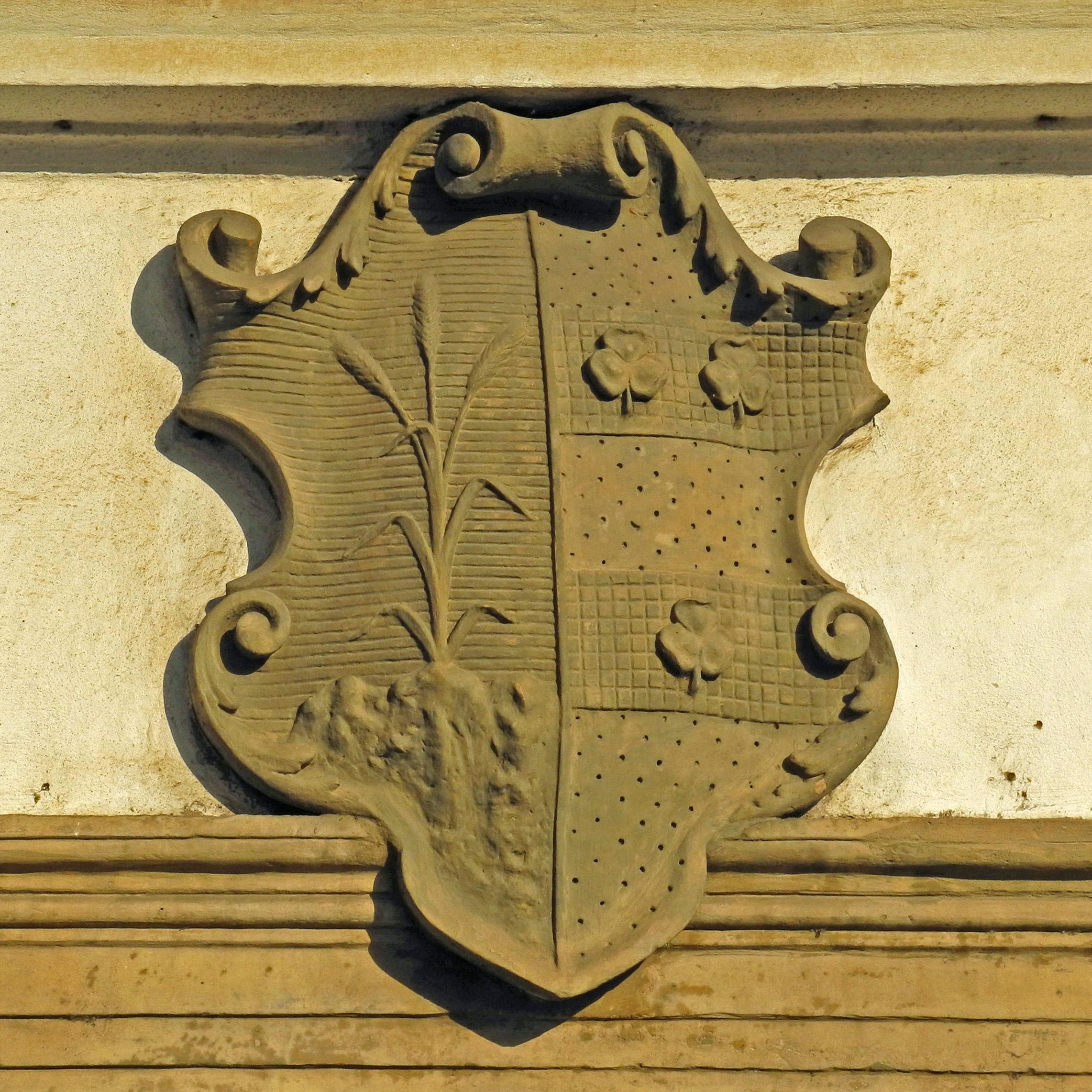
Erb Lexů nad vchodem vedle kostela sv. Františka v Turnově

Od 17. století jsou Lexové zmiňováni jako rolníci na Příbramsku, později přesídlili do Prahy a původní příjmení Alexander proměnili do podoby Lexa. Jan Antonín Lexa (1733–1824) zbohatl za napoleonských válek dodávkami obilí pro armádu a byl povýšen do šlechtického stavu (1790), v roce 1792 získal titul rytíře. V roce 1793 koupil panství Trpísty u Stříbra, roku 1804 později Doksany na Litoměřicku. O několik let později začal cílevědomě budovat rodovou doménu na Turnovsku, kde koupil Hrubou Skálu (1821).
Jan Antonín II. (1771–1845) již zcela opustil oblast podnikání a věnoval se správě zděděných statků. Působil v justici a dosáhl funkcí viceprezidenta zemského (1828–1830) a apelačního soudu (1830–1844). Mezitím byl jmenován c. k. tajným radou a v roce 1828 byl povýšen do stavu svobodných pánů. Ve státních službách působil i jeho syn Jan Antonín III. (1817–1898), který se však především věnoval správě zděděného majetku (novogotická úprava zámku Hrubá Skála). Zásahy v romantickém stylu na jeho statcích jsou patrné i na hradech Trosky a Valdštejn.
Nejvýznamnější osobností rodu byl Alois Leopold Lexa z Aehrenthalu (1854–1912), který od mládí sloužil v diplomacii, v letech 1899–1906 byl velvyslancem v Petrohradě a nakonec byl rakousko-uherským ministrem zahraničí (1906–1912). V roce 1907 byl kandidátem na Nobelovu cenu míru, naopak již v roce 1908 byl jedním z hlavních aktérů anexe Bosny a Hercegoviny. V roce 1909 získal titul hraběte, zemřel ve Vídni ve funkci ministra zahraničí. Jeho manželkou byla Paulina Széchenyiová (1871–1945) z významného uherského rodu, zemřela krátce po druhé světové válce v Doksanech.
Posledním majitelem velkostatků v Čechách byl Jan Maria hrabě Lexa von Aehrenthal (1905–1972), narozený v Petrohradě. Jemu byly majetky v Československu v roce 1945 zkonfiskovány. Současným představitelem rodu je jeho vnuk hrabě Johannes Lexa von Aehrenthal (* 1971).

## Vzestup rodu Lexů ve šlechtické hierarchii
- Šlechtický stav 9. června 1790
- Rytíř 4. března 1792
- Český rytířský stav s českým inkolátem 8. března 1805
- Rakouský stav svobodných pánů 10. března 1828
- Rakouský stav hrabat 13. října 1909

## Přehled majetku v Čechách
- rodový palác v Praze (1773–1913)
- Trpísty (1793–1824)
- Doksany (1804–1945)
- Hrubá Skála (1821–1945)